# سفاين إريك نيلسن
سفاين إريك نيلسن (بالنرويجية البوكمول: Svein Erik Nilsen)‏ هو مجدف نرويجي، ولد في 25 يوليو 1944 في باروم في النرويج.

## وصلات خارجية
- سفاين إريك نيلسن على موقع الاتحاد الدولي للتجديف (الإنجليزية)
- سفاين إريك نيلسن على موقع أوليمبيديا (الإنجليزية)